# Yentl Van Genechten
Yentl Van Genechten (18 agosto 2000) è un calciatore belga, difensore dell'Eupen.

## Carriera
Cresciuto nel settore giovanile del Westerlo, debutta in prima squadra il 3 febbraio 2018, in occasione dell'incontro di Challenger Pro League vinto per 6-0 contro il Lierse. A causa del suo scarso impiego (solamente 8 presenze tra campionato e coppa in una stagione e mezza), nel 2019 viene ceduto in prestito per l'intera durata della stagione al Thes Sport. Il 17 aprile 2020 viene acquistato a titolo definitivo dal Lierse Kempenzonen, che lo lascia al Thes Sport fino al termine della stagione. Il 10 luglio 2021 si trasferisce al Genk, che lo aggrega alla propria formazione Under-21. Il 28 giugno 2022 viene ceduto all'Eupen, firmando un contratto di durata triennale; il 23 luglio successivo ha esordito in Jupiler Pro League, disputando l'incontro perso per 3-1 contro lo Charleroi.

## Statistiche

### Presenze e reti nei club
Statistiche aggiornate al 20 febbraio 2023.
| Stagione        | Squadra            | Campionato      | Campionato | Campionato | Coppe nazionali | Coppe nazionali | Coppe nazionali | Coppe continentali | Coppe continentali | Coppe continentali | Altre coppe | Altre coppe | Altre coppe | Totale | Totale |
| Stagione        | Squadra            | Comp            | Pres       | Reti       | Comp            | Pres            | Reti            | Comp               | Pres               | Reti               | Comp        | Pres        | Reti        | Pres   | Reti   |
| --------------- | ------------------ | --------------- | ---------- | ---------- | --------------- | --------------- | --------------- | ------------------ | ------------------ | ------------------ | ----------- | ----------- | ----------- | ------ | ------ |
| 2017-2018       | Westerlo           | D2              | 1+2        | 0          | CB              | -               | -               |                    | -                  | -                  |             | -           | -           | 3      | 0      |
| 2018-2019       | Westerlo           | D2              | 0+4        | 0          | CB              | 1               | 0               |                    | -                  | -                  |             | -           | -           | 5      | 0      |
| Totale Westerlo | Totale Westerlo    | Totale Westerlo | 1+6        | 0          |                 | 1               | 0               |                    | -                  | -                  |             | -           | -           | 8      | 0      |
| 2019-2020       | Thes Sport         | D3              | 16         | 0          | CB              | 0               | 0               |                    | -                  | -                  |             | -           | -           | 16     | 0      |
| 2020-2021       | Lierse Kempenzonen | D2              | 25         | 1          | CB              | 0               | 0               |                    | -                  | -                  |             | -           | -           | 25     | 1      |
| 2022-2023       | Eupen              | D1              | 25         | 0          | CB              | 1               | 0               |                    | -                  | -                  |             | -           | -           | 26     | 0      |
| Totale carriera | Totale carriera    | Totale carriera | 73         | 1          |                 | 2               | 0               |                    | -                  | -                  |             | -           | -           | 75     | 1      |